# كي في-1
كليمنت فوروشيلوف (KV) سلسلة دبابات من الاتحاد السوفيتي دبابات ثقيلة سميت باسم مفوض الدفاع السوفياتي وسياسي كليمنت فوروشيلوف والمستخدمة من قبل الجيش الأحمر خلال الحرب العالمية الثانية. سلسلة كي في كانت معروفة بحمايتها بدروع ثقيلة خلال الجزء الأول من الحرب، وخصوصا خلال السنة الأولى من الغزو الألماني للاتحاد السوفيتي. في بعض الحالات، حتى كي في-1 أو كي في-2 التي يدعمها المشاة كانت قادرة على وقف هجوم العدو. نادرا ما استخدمت الدبابات الألمانية في ذلك الوقت في لقاءات مع كي في
في السنوات الأولى للحرب بانزر-3 وبانزر-4 التي أوفدتها القوات الألمانية الغازية لم تستطيع مجابهة كي في-1 . حتى وضعت مدافع أكثر فعالية من قبل الألمان، كان كي في-1 منيع تقريبا لأي سلاح الألماني باستثناء 8.8 سم فلاك. وحتى ذلك الحين، أي قبل دخول دبابة النمر 1 ودبابة بانثر